# فوكس والأصدقاء
فوكس والأصدقاء هو برنامج إخباري صباحي أمريكي يومي يبث على قناة فوكس نيوز. تم عرضه لأول مرة في 1 فبراير 1998، ويستضيفه حاليًا ستيف دووسي، وأينسلي إيرهاردت، وبريان كيلميد، ولورانس جونز في أيام الأسبوع. يستضيف ويل كين وراشيل كامبوس دافي في عطلات نهاية الأسبوع.
يبدأ اليرنامج في الساعة السادسة صباحاً وفي الساعة العاشرة صباحًا بتوقيت المنطقة الزمنية الشرقية مع أحدث عناوين فوكس نيوز مباشر، وأخبار الصباح ويستمر مع مجموعة متنوعة من الأحداث الجارية والمقابلات وتحديثات القصص الإخبارية مع المراسلين والتحليل السياسي من المضيفين ومقاطع الترفيه.

## تاريخه
تطور البرنامج من برنامج أخبار فوكس اكس، وهو برنامج الأخبار الصباحية الأصلي لقناة فوكس نيوز. بعد هجمات 11 سبتمبر، تمت إضافة ساعة إضافية إلى العرض اليومي، ولكن تم تصنيفها كعرض منفصل. كان هذا أول عرض لقناة فوكس نيوز يتم بثه مباشرة في ذلك اليوم، بدءًا من الساعة السادسة. تم إيقافه في 13 يوليو 2008، واستبداله بساعة إضافية من فوكس والأصدقاء.

## التقييمات
ذكرت صحيفة نيويورك تايمز أن العرض هو أحد أنجح العروض على الشبكة. بعد وصول إليزابيث هاسلبك في سبتمبر 2013، ارتفع عدد المشاهدين الإجمالي للبرنامج بنسبة 23% مقارنة بمتوسطه للربع الثالث من عام 2013، و22% في الفئة الإخبارية الرئيسية من 25 إلى 54 عامًا. خلال الأسابيع الأربعة الأولى من عرض هاسلبك، بلغ متوسط عدد مشاهدي برنامج فوكس والأصدقاء أكثر من مليون ومئتا ألف مشاهد، وهو رقم أعلى من متوسط عدد مشاهدي البرنامج في الربع الثالث من العام والذي بلغ 1.058 مليون مشاهد.
في فبراير 2017، ارتفع متوسط تقييمات البرنامج إلى حوالي 1.7 مليون مشاهد، وذلك بفضل تنصيب المرشح الجمهوري دونالد ترامب رئيسًا.

## الموقف السياسي
في عام 2012، كتبت صحيفة نيويورك تايمز أن برنامج فوكس آند فريندز أصبح منصة قوية لبعض الهجمات الأكثر صرامة على الرئيس أوباما.  لقد وفر البرنامج منصة لنظريات المؤامرة الدينية ضد باراك أوباما ، وفي مايو 2012، بث مقطع فيديو مدته 4 دقائق يهاجم سجل أوباما كرئيس، وقد تعرض الفيديو لانتقادات واسعة النطاق باعتباره إعلانًا هجوميًا سياسيًا متنكرًا في هيئة صحافة. كتب الناقد التلفزيوني لمجلة تايم جيمس بونيوزيك: "من الصعب أن نتخيل محاكاة ساخرة أكثر مبالغة لقناة فوكس نيوز التي تقذف اللحوم النيئة وتثير الخوف وترضي القاعدة". ردًا على ذلك تنصل نائب الرئيس التنفيذي لفوكس نيوز من الفيديو، وألقى باللوم على أحد المنتجين المساعدين وأن الفيديو أفلت من كبار المديرين في الشبكة. صرحت قناة فوكس نيوز أن العرض كان ترفيهيًا ولا يتظاهر بأنه يقدم أخبارًا مباشرة.
يعد الرئيس الأمريكي السابق دونالد ترامب من المشاهدين الدائمين للبرنامج، وأشاد بالبرنامج لتغطيته الإيجابية لرئاسته. لاحظ النقاد أن ترامب غالبًا ما كان يغرّد حول مواضيع البرنامج أثناء بثها، مما أدى إلى إنشاء حلقة ردود فعل عندما تمت مناقشة المواضيع لاحقًا باعتبارها قضايا وطنية لأن ترامب ذكرها على وسائل التواصل الاجتماعي. كما كان ترامب ضيفًا متكررًا في البرنامج قبل توليه الرئاسة. في عام 2018، أعلنت قناة فوكس نيوز أنه سيظهر في العرض لتقديم التعليق كل يوم اثنين.
في 26 أبريل 2018، أجرى ترامب مقابلة هاتفية على قناة فوكس في جزء امتد إلى ما يقرب من نصف ساعة، وناقش العديد من الموضوعات والخلافات الأخيرة المحيطة به وحكومته. قال ترامب إنه قد يتدخل في تحقيق المحقق الخاص، واعترف بأن المحامي مايكل كوهين مثل ترامب في فضيحة ستورمي دانييلز-دونالد ترامب،  وقال إنه حصل على بطاقة وزهور لميلانيا ترامب زوجته التي كان عيد ميلادها في نفس اليوم.

## المضيفون

#### أيام الأسبوع
- ستيف دووسي ، المضيف المشارك؛ 1998 حتى الآن.
- أينسلي إيرهاردت ، المضيفة المشاركة؛ 2016 حتى الآن.
- بريان كيلميد ، المضيف المشارك؛ 1998 حتى الآن.
- لورانس جونز، مضيف مشارك، مراسل مؤسسة منذ 2023 حتى الآن.[29]
- جانيس دين، مضيفة مشاركة وخبيرة في الأرصاد الجوية منذ 2004 حتى الآن.
- كارلي شيمكوس، مذيعة أخبار منذ 2021 حتى الآن.

#### عطلات نهاية الأسبوع
- ويل كين، المضيف المشارك، 2020 حتى الآن
- راشيل كامبوس دافي ، المضيفة المشاركة، 2021 حتى الآن [30]
- ريك رايشموث ، عالم أرصاد جوية، 2006 حتى الآن

#### سابق
- ديف بريجز ، المضيف المشارك في عطلة نهاية الأسبوع؛ غادر في نهاية عام 2012 (تم استبداله بـ تاكر كارلسون). [31]
- جرتشن كارلسون ، المضيفة المشاركة في أيام الأسبوع من عام 2006 إلى عام 2013 (تم استبدالها بإليزابيث هاسلبك). [32]
- تكر كارلسون ، مضيف مشارك في عطلة نهاية الأسبوع من عام 2012 إلى عام 2016.
- إليزابيث هاسلبك ، مضيفة مشاركة في أيام الأسبوع من عام 2013 إلى عام 2015 (تم استبدالها بأينسلي إيرهاردت).
- بيت هيجسيث ، المضيف المشارك في عطلة نهاية الأسبوع من 2017 إلى 2024.
- كلايتون موريس ، مضيف مشارك في عطلة نهاية الأسبوع من عام 2008 إلى عام 2017 (تم استبداله ببيت هيجسيث).
- جوليان فيليبس، المضيف المشارك السابق لبرنامج عطلة نهاية الأسبوع.